# بریتانی براون (دونده سرعت)
بریتانی براون (انگلیسی: Brittany Brown؛ زادهٔ ۱۸ آوریل ۱۹۹۵) ورزشکار دو و میدانی و دو سرعت اهل ایالات متحده آمریکا است. او در مسابقات جهانی ۲۰۱۹ در مسابقهٔ ۲۰۰ متر موفق به کسب مدال نقره و در بازی‌های المپیک تابستانی ۲۰۲۴ در پاریس موفق به کسب مدال برنز رشتهٔ ۲۰۰ متر شده است.